# Michael Owen
Michael James Owen (født 14. december 1979) er en engelsk tidligere fodboldspiller og modtager af Ballon d'Or, der seneste spillede for Stoke City F.C..
Han skiftede til Manchester United den 3. juli 2009 efter at havde spillet 4 år for den engelske klub Newcastle United F.C.. Han står noteret for 89 landskampe og har scoret 40 mål, men har dog ikke opnået en landskamp siden 2008.
Owen har tidligere spillet for Liverpool og Real Madrid. Hans primære position er angriber, og han er kendt for sin hurtighed, acceleration og målfarlighed. Michael Owen har haft en succesrig karriere hos såvel de klubber han har repræsenteret som på det engelske landshold, og blev i 2001 udpeget til Europas bedste fodboldspiller.
Owen har igennem sin karriere døjet meget med skader og fik bl.a. en alvorlig knæskade i gruppe-spillet mod Sverige ved VM i fodbold 2006 i Tyskland, der holdt ham ude indtil april 2007.